# Philip Ridley
Philip Ridley (* 29. Dezember 1964 in London) ist ein britischer Künstler, Photograph, Regisseur und Autor.

## Biografie
Philip Ridley wurde im East End von London geboren, wo er auch heute noch wohnt. Er studierte Malerei an der St. Martin's School of Art. Seine Werke wurden in Europa und Japan ausgestellt. Ridley begann seine berufliche Karriere als Performance-Künstler und Maler einer großen Anzahl von Bildern, die The Epic of Oracle Foster genannt werden.
Ridley schrieb drei Bücher für Erwachsene: Crocodilia, In the Eyes of Mr. Fury (dt. Wer hat Angst vorm schwarzen Mann?) und Flamingoes in Orbit. Des Weiteren schrieb er das hoch gelobte Drehbuch für den Spielfilm The Krays und fünf Bühnenstücke für Erwachsene: The Pitchfork Disney, The Fastest Clock in the Universe (Gewinner mehrerer Preise), Ghost from a Perfect Place, Vincent River, das kontroverse Stück Mercury Fur und Leaves of Glass. Auch schrieb Ridley Stücke für junge Erwachsene/Jugendliche: Karamazoo, Fairytaleheart, Moonfleece, Sparkleshark und Brokenville.
Ridley schrieb zudem Bücher für Kinder: Scibbleboy (nominiert für die Carnegie Medal), Kasper in the Glitter (nominiert für den Whitbread Prize), Mighty Fizz Chilla (gelistet für das Blue Peter Buch des Jahres), ZinderZunder, Vinegar Street und Krindlekrax (Gewinner des Nestlé Smarties Book Prize und des WH Smith's Mind-Boggling Book Award).
Als Regisseur und Drehbuchautor drehte Ridley zunächst 1988 den Kurzfilm The Universe of Dermot Finn. 1990 entstand sein erster Langspielfilm Schrei in der Stille (The Reflecting Skin, Gewinner von elf internationalen Preisen). Sein zweiter Film Die Passion des Darkly Noon (The Passion of Darkly Noon, 1995) gewann den Best Director Prize auf dem Porto Film Festival. Im August 2009 hatte sein dritter Spielfilm Heartless seine Festivalpremiere.
Neben seiner Tätigkeit als Autor, Maler und Filmemacher ist Ridley zudem als Fotograf tätig.

## Liste von Werken (Auswahl)
- Embracing Verdi (1986) (Kurzgeschichte)
- Leviathan (1987) (Kurzgeschichte)
- Crocodilia (1988) (Roman)
- In the Eyes of Mr. Fury (1989) (Roman) (dt. Wer hat Angst vorm schwarzen Mann?, 1991)
- Mercedes Ice (1989) (Kinderroman)
- The Krays (1990) (Drehbuch)
- The Reflecting Skin (1990) (Drehbuch und Regie)
- Flamingoes in Orbit (1990) (Kurzgeschichten)
- Dakota Of The White Flats (1990) (Kinderroman)
- Der Disney-Killer (1991) (Bühnenstück)
- Krindlekrax (1991) (Kinderroman)
- The Fastest Clock In The Universe (1992) (Bühnenstück)
- Ghost From A Perfect Place (1994) (Bühnenstück)
- Der Meteoritenlöffel (1994) (Kinderroman)
- The Hooligan's Shampoo (1995) (Kurzgeschichte für Kinder)
- Kasper und der Glitzerkönig (1995) (Kinderroman)
- The Passion Of Darkly Noon (1996) (Drehbuch und Regie)
- Fairytaleheart (1996) (Bühnenstück für junge Erwachsene)
- Sparkleshark (1997) (Bühnenstück für junge Erwachsene)
- Alien Heart (1996) (Kurzgeschichte)
- Scribbelboy, der verrückteste Sprayer aller Zeiten (1997) (Kinderroman)
- Brokenville (1998) (Bühnenstück für junge Erwachsene)
- Wonderful Insect (1998) (Kurzgeschichte)
- Vinegar Street (2000) (Kinderroman)
- Vincent River (2000) (Bühnenstück)
- Krindlekrax (2002) (Bühnenstück)
- Mighty Fizz Chilla (2002) (Kinderroman)
- Brokenville (2003) (Stück für junge Erwachsene)
- Daffodil Scissors (2004) (Kurzgeschichte für junge Erwachsene)
- Moonfleece (2004) (Stück für junge Erwachsene)
- Karamazoo (2004) (Stück für junge Erwachsene)
- Mercury Fur (2005) (Bühnenstück)
- Zip's Apollo (2005) (Kinderroman)
- Leaves of Glass (2007) (Bühnenstück)
- Heartless (2009) (Spielfilm)

## Gewonnene Preise (Auswahl)
- Silver Leopard beim Locarno Film Festival für The Reflecting Skin
- Fipresci Prize beim Locarno Film Festival für The Reflecting Skin
- CICAE beim Locarno Film Festival für The Reflecting Skin
- Prix de la Jeunesse beim Locarno Film Festival für The Reflecting Skin
- Barclay Prize beim The Locarno Film Festival für The Reflecting Skin
- Grand Prize beim Stockholm Film Festival für The Reflecting Skin
- Best British Film beim Birmingham Film Festival für The Reflecting Skin
- Best Original Screenplay Award von der Guild of Screenwriters für The Reflecting Skin
- George Sadoul Prize für Best First Film für The Reflecting Skin
- Evening Standard Best British Film Award für The Krays
- The Evening Standard Most Promising Newcomer to Film für The Krays
- The Evening Standard Most Promising Newcomer to Stage für The Fastest Clock In The Universe
- The Meyer Whitworth Prize für The Fastest Clock In The Universe
- Critics’ Circle Theatre Awards - Most Promising New Playwright Award für The Fastest Clock In The Universe.
- Time Out Award für The Fastest Clock In The Universe.
- The Smarties Prize für Krindlekrax
- The W.H. Smith Mind Boggling Books für Krindlekrax
- Best Director at the Porto Festival für The Passion of Darkly Noon
- Commendation von der NASEN Special Educational Needs Children’s Book Award für Scribbleboy